# NGC 2651
NGC 2651 é uma galáxia espiral (S?) localizada na direcção da constelação de Cancer. Possui uma declinação de +11° 46' 16" e uma ascensão recta de 8 horas, 43 minutos e 55,1 segundos.
A galáxia NGC 2651 foi descoberta em 10 de Março de 1864 por Albert Marth.